# Виссова, Георг
Георг Отто Август Ви́ссова (нем. Georg Otto August Wissowa; 17 июня 1859 года, Нойдорф близ Бреслау — 11 мая 1931 года, Галле) — немецкий антиковед, специалист по древнеримской религии.

## Биография
Посещал гимназию в Бреслау, с 1876 года учился в Университете Бреслау; занимался классической филологией. В 1880 году защитил диссертацию, посвящённую «Сатурналиям» Макробия. Провёл год в Мюнхенском университете, стараясь углубить свои познания в археологии. В 1882 году защитил в Бреслау хабилитационную диссертацию, посвящённую изображениям Венеры в римском искусстве; затем получил годовую стипендию Германского археологического института для стажировки в Риме.
С 1883 года работал приват-доцентом в Бреслау; в это время он познакомился с Теодором Моммзеном. В 1886 году получил должность внештатного профессора в Марбургском университете; в 1890 году принят в штат. С 1891 года становится членом Германского археологического института. С 1895 года — заведующий кафедрой латинского языка в Университете Галле. В Галле Г. Виссова дважды избирался деканом философского факультета, в 1908—1909 году был ректором университета. С 1907 года был членом-корреспондентом академий наук в Мюнхене и Гёттингене, с 1911 года — почётным доктором университета Бреслау. В 1917 избран членом-корреспондентом Баварской академии наук. В 1923 году Г. Виссова пережил инсульт; он больше не мог заниматься научной работой и вышел на пенсию.

## Научная работа
Основной сферой научных интересов Г. Виссова была римская религия. Его работы на эту тему были собраны в 1904 году в отдельную книгу. Наибольшую известность принесла Г. Виссова работа над переизданием «Энциклопедии классической древности», первоначальным инициатором издания которой был А. Ф. Паули, и известной в науке как «Паули-Виссова». Работа над энциклопедией началась в 1890 году. Г. Виссова удалось объединить вокруг энциклопедии многих учёных самых разных направлений. Первый том появился в 1893 году. Вскоре стало очевидно, что работа не может быть закончена в запланированный срок — двенадцать лет (фактически издание энциклопедии завершилось в 1978 году; на этот момент в ней было 66 полутомов и 15 дополнительных томов). Уже в 1903 году Виссова издал первый дополнительный том, содержавший поправки и дополнения к статьям первого тома. Виссова работал над двенадцатью полутомами энциклопедии (от Aal — Apollokrates до Ephoros — Fornaces); тринадцатый том (Fornax — Glykon) был выпущен в 1906 году в соавторстве с В. Кроллем, который продолжил работу над изданием энциклопедии после ухода Виссова.

## Основные работы
- Religion und Kultus der Römer. Handbuch der klassischen Altertumswissenschaft V.4, C.H.Beck, München 1902; 2. Aufl. 1912, davon Nachdruck 1971, ISBN 3-406-03406-3.
- Gesammelte Abhandlungen zur römischen Religions- und Stadtgeschichte, C.H.Beck, München 1904.